# Kutorjîha, Horol
Kutorjîha (în ucraineană Куторжиха) este un sat în comuna Petrakiivka din raionul Horol, regiunea Poltava, Ucraina.

## Demografie
Componența lingvistică a localității Kutorjîha
     Ucraineană (97,29%)
     Rusă (1,94%)
     Alte limbi (0,78%)
Conform recensământului din 2001, majoritatea populației localității Kutorjîha era vorbitoare de ucraineană (97,29%), existând în minoritate și vorbitori de rusă (1,94%).